# Обійми вампіра (фільм, 2013)
«Обійми вампіра» (англ. Embrace of the Vampire) — еротичний фільм жахів 2013 року, знятий безпосередньо на відео режисером Карлом Бессаї за сценарієм Ендрю С. Еріна, Алана Мрувки та Шелдона Ропера. Це вільний рімейк однойменного фільму 1995 року. Фільм вийшов на відео в США 15 жовтня 2013 року.

## Сюжет
Незаймана та репресована Шарлотта Готорн вступає до університету з католицької школи зі стипендією для участі в команді з фехтування. Вона ділить кімнату з Ніколь і каже їй, що її мати померла, і вона сама. Шарлотта хвора на таласемію і змушена вживати ліки. Вона влаштовується офіціанткою в кав'ярню, що належить Крісу. Невдовзі вона знайомиться з тренером з фехтування, професором Коулом, який також відповідає за уроки літератури, і її подруга Еліза ревнує через його ставлення до Шарлотти. Незабаром їй сняться сни, і містична Дачіана, яка є власницею магазину, пояснює свою долю в світі мисливця на вампірів, але Шарлотта не вірить у неї, поки її друзі не помруть. Їй починають снитися еротичні та жахливі сни.

## Акторський склад
- Шерон Гіннендейл — Шарлотта Готорн
- Тіо Горн — Ніколь
- Сі Сі Шеффілд — Еліза
- Челсі Марі Рейст — Сара Кемпбелл
- Віктор Вебстер — професор Коул / Стефан
- Роберт Молоні — доктор Джон Дункан
- Райан Кеннеді — Кріс
- Кіган Коннор Трейсі — Дачіана
- Олівія Ченг — Келлі
- Клер Смітіс — Соріна
- Сара Грей — молода Шарлотта

## Обійми вампіра
Фільм отримав 10 % оцінок критиків на Rotten Tomatoes. У DVD Talk було сказано: «Якщо вам подобаються криваві лесбійсько-вампірські фільми з великою кількістю жіночої оголеності, вам сподобається цей фільм. Він пропонує все це, обгортає сюжетною лінією і певним стилем, і дає саме те, що ви очікуєте, не більше, не менше». Bloody Disgusting сказав, що фільм «є вільним ремейком оригіналу, але якщо фільм 1995 року мав мелодраматичну привабливість, то цей фільм до болю нудний. Він би значно виграв, якби представив сімейну традицію Шарлотти вбивати на початку фільму, а не в його фінальних хвилинах. Зрештою, це легко забувається римейк». PopMatters у своєму огляді сказав: «Звичайно, „Обійми вампіра“ не такі вже й погані, як могли б бути, але це теж навряд чи вечір на балеті».